# Miss Universo Alemania
Miss Universo Alemania es un concurso de belleza nacional en Alemania para seleccionar una representante para el concurso de Miss Universo.

## Historia
Miss Universo Alemania comenzó en 2009. Actualmente, la franquicia alemana de Miss Universo es propiedad de la exganadora de Miss Universe Alemania, Natalie Ackermann. También es la franquiciadora de Miss Universe Colombia. En Miss Universo Alemania están representados todos los estados de Alemania, pero también algunas regiones.

### 1951-1999
En 1952, Miss Alemania comenzó con Renate Hoy como primera ganadora, quien luego se convirtió en la cuarta finalista de Miss Universo. En 1961, Alemania tiene la ganadora oficial de Miss Universo 1961, Marlene Schmidt. Desde 1985: MGC - Miss Germany Corporation GmbH (Oldenburg), la organización seleccionará a la ganadora oficial. En 1991, la MGA (Asociación Miss Alemania, Bergheim, cerca de Colonia) de Detlef Tursies organizó por primera vez un concurso de Miss Alemania. Las ganadoras participan en Miss Universo. En 1999, MGA se transforma en MGO (Organización Miss Alemania). A partir del año 2000, otorgan el título de Miss Deutschland y cambian nuevamente su nombre: MGO - Komitee Miss Deutschland. En 1999 es la última de la Compañía Miss Alemania que envió a la candidata a Miss Universo , ella es Diana Drubig.

### 2000-2008
Miss Alemania nació en 2000, heredando a la ganadora oficial establecida desde 1952 del certamen Miss Alemania , que competiría en el certamen internacional Miss Universo . En ocasiones, cuando el ganador no califica (debido a su edad) para cualquiera de los concursos, se envía a la primera finalista. Después de 2008, Miss Alemania para Miss Universo seleccionada por el certamen Miss Universe Deutschland

## Coronas internacionales
- Uno – Ganadora de Miss Universo: Marlene Schmidt (1961)

## Ganadoras

### Miss Universo Alemania (2009-presente)
: Declarada como ganadora
     : Terminó como finalista
     : Terminó como una de las semifinalistas o cuartofinalistas
     : Terminó como ganadora de premios especiales
| Año  | Estado                                       | Sitio de elección                            | Miss Universo Alemania                       | Posición en Miss Universo                    | Premios Especiales                           | Notas                                        |
| ---- | -------------------------------------------- | -------------------------------------------- | -------------------------------------------- | -------------------------------------------- | -------------------------------------------- | -------------------------------------------- |
| 2024 | Renania del Norte-Westfalia                  | Colonia                                      | Pia Theissen                                 | Por competir                                 | Por competir                                 |                                              |
| 2023 | Baden-Württemberg                            | Ravensburg                                   | Helena Bleicher                              | No clasificó                                 |                                              |                                              |
| 2022 | Sajonia                                      | Düsseldorf                                   | Soraya Kohlmann                              | No clasificó                                 |                                              |                                              |
| 2021 | Renania del Norte-Westfalia                  | Düsseldorf                                   | Hannah Seifer                                | No clasificó                                 |                                              | Hannah tiene sangre germano-colombiano.      |
| 2020 | No compito debido a la pandemia del COVID-19 | No compito debido a la pandemia del COVID-19 | No compito debido a la pandemia del COVID-19 | No compito debido a la pandemia del COVID-19 | No compito debido a la pandemia del COVID-19 | No compito debido a la pandemia del COVID-19 |
| 2019 | Berlin                                       | Munich                                       | Miriam Rautert                               | No clasificó                                 |                                              |                                              |
| 2018 | Berlin                                       | Berlin                                       | Celine Willers                               | No clasificó                                 |                                              |                                              |
| 2017 | Sajonia-Anhalt                               | Halle                                        | Sophia Koch                                  | No clasificó                                 |                                              |                                              |
| 2016 | Renania del Norte-Westfalia                  | Eschweiler                                   | Johanna Acs                                  | No clasificó                                 |                                              |                                              |
| 2015 | Bavaria                                      | Berlin                                       | Sarah-Lorraine Riek                          | No clasificó                                 |                                              |                                              |
| 2014 | Sajonia                                      | Berlin                                       | Josefin Donat                                | No clasificó                                 | - Mejor Traje Típico (Top 5)                 |                                              |
| 2013 | Berlin                                       | Berlin                                       | Anne-Julia Hagen                             | No clasificó                                 |                                              |                                              |
| 2012 | Alemania Septentrional                       | Berlin                                       | Alicia Endemann                              | No clasificó                                 |                                              |                                              |
| 2011 | Sajonia                                      | Berlin                                       | Valeria Bystritskaia                         | No clasificó                                 |                                              |                                              |
| 2010 | Bavaria                                      | Berlin                                       | Kristiana Rohder                             | No clasificó                                 |                                              |                                              |
| 2009 | Sajonia-Anhalt                               | Berlin                                       | Martina Lee                                  | No clasificó                                 |                                              |                                              |

### Miss Deutschland (2000-2008)
: Declarada como ganadora
     : Terminó como finalista
     : Terminó como una de las semifinalistas o cuartofinalistas
     : Terminó como ganadora de premios especiales
| Año                                                                          | Estado                      | Sitio de elección | Miss Alemania         | Posición en Miss Universo | Premios Especiales | Notas |
| ---------------------------------------------------------------------------- | --------------------------- | ----------------- | --------------------- | ------------------------- | ------------------ | --- |
| 2008                                                                         | Berlín                      | Berlín            | Madina Taher          | No clasificó              |                    | |
| Miss Deutschland: MGO - Komitee Miss Deutschland (Bergheim cerca de Colonia) |                             |                   |                       |                           |                    | |
| 2007                                                                         | Berlin                      | Berlin            | Angelina Glass        | No clasificó              |                    | Nombrada: Angelina fue finalista de Miss Alemania 2005; fue designada Miss Alemania Universo 2007 por la organización |
| 2006                                                                         | Renania del Norte-Westfalia | Düsseldorf        | Natalie Ackermann     | No clasificó              |                    | Nombrada : Miss Renania del Norte-Westfalia 2006 designada como Miss Alemania Universo 2006.                          |
| 2005                                                                         | Renania del Norte-Westfalia | Aachen            | Asli Bayram           | No clasificó              |                    | |
| 2004                                                                         | Alemania Meridional         | Duisburg          | Shermine Shahrivar    | No clasificó              |                    | |
| 2003                                                                         | Baviera                     | Bielefeld         | Alexandra Vodjanikova | No clasificó              |                    | |
| 2002                                                                         | Hamburg                     | Kaiserslautern    | Natascha Börger       | Top 10                    |                    | |
| 2001                                                                         | Thuringia                   | Kaiserslautern    | Claudia Bechstein     | No clasificó              |                    | |
| 2000                                                                         | Alemania Occidental         | Kaiserslautern    | Sabrina Schepmann     | No clasificó              |                    | |

### Miss Alemania (1952-1999)
: Declarada como ganadora
     : Terminó como finalista
     : Terminó como una de las semifinalistas o cuartofinalistas
     : Terminó como ganadora de premios especiales
| Año                                               | Estado                      | Sitio de elección          | Miss Alemania          | Posición en Miss Universo | Premios Especiales | Notas |
| ------------------------------------------------- | --------------------------- | -------------------------- | ---------------------- | ------------------------- | ------------------ | ----- |
| 1999                                              | Sajonia                     | Trier                      | Diana Drubig           | No clasificó              |                    |       |
| 1998                                              | Renania-Palatinado          | Trier                      | Katharina Mainka       | No clasificó              |                    |       |
| 1997                                              | Schleswig-Holstein          | Trier                      | Agathe Neuner          | No clasificó              |                    |       |
| 1996                                              | Brandenburg                 | Trier                      | Miriam Ruppert         | No clasificó              |                    |       |
| 1995                                              | Renania-Palatinado          | Trier                      | Ilka Endres            | No clasificó              |                    |       |
| 1994                                              | Baden-Württemberg           | Chemnitz                   | Tanja Wild             | No clasificó              |                    |       |
| 1993                                              | Hamburg                     | Bremen                     | Verona Feldbusch       | No clasificó              |                    |       |
| Compañía Miss Alemania                            |                             |                            |                        |                           |                    |       |
| 1992                                              | Thuringia                   | Berlin                     | Monika Resch           | No clasificó              |                    |       |
| 1991                                              | Sajonia                     | Berlin                     | Katrin Richter         | No clasificó              |                    |       |
| 1990                                              | Hesse                       | Berlin                     | Christiane Stöcker     | No clasificó              | - Miss Simpatía    |       |
| 1989                                              | Bavaria                     | Berlin                     | Andrea Stelzer         | Top 10                    |                    |       |
| 1988                                              | Berlin                      | Berlin                     | Christiane Kopp        | No clasificó              |                    |       |
| 1987                                              | Renania del Norte-Westfalia | Berlin                     | Dagmar Schulz          | No clasificó              |                    |       |
| 1986                                              | Bavaria                     | Berlin                     | Birgit Jahn            | No clasificó              |                    |       |
| Miss Alemania Universo 1985 - Designación Oficial |                             |                            |                        |                           |                    |       |
| 1985                                              | Berlin                      | Fijado                     | Angelika Roth          | No clasificó              |                    |       |
| Organización Miss Alemania                        |                             |                            |                        |                           |                    |       |
| 1984                                              | Renania del Norte-Westfalia | Bad Mondorf (Luxemburgo)   | Brigitte Berx          | Top 10                    |                    |       |
| 1983                                              | Mecklenburg-Vorpommern      | Badgastein (Austria)       | Loana Radecki          | Top 12                    |                    |       |
| 1982                                              | Lower Saxony                | Palma de Mallorca (España) | Kerstin Paeserack      | Top 12                    |                    |       |
| 1981                                              | Bavaria                     | Munich                     | Marion Kurz            | Top 12                    |                    |       |
| 1980                                              | Lower Saxony                | Berlin                     | Kathrin Glotzl         | No clasificó              |                    |       |
| 1979                                              | Berlin                      | Bremen                     | Andrea Hontschik       | Top 12                    |                    |       |
| 1978                                              | Brandenburg                 | Appointed                  | Maria Gottschalk       | No clasificó              |                    |       |
| 1977                                              | Berlin                      | Appointed                  | Marie Gassen           | Cuarta finalista          |                    |       |
| 1976                                              | Sajonia-Anhalt              | Appointed                  | Birgit Hamer           | No clasificó              |                    |       |
| 1975                                              | Saarland                    | Appointed                  | Sigrit Klose           | No clasificó              |                    |       |
| 1974                                              | Mecklenburg-Vorpommern      | Appointed                  | Ursula Faustle         | No clasificó              |                    |       |
| 1973                                              | Bavaria                     | Baden-Baden                | Dagmar Winkler         | No clasificó              |                    |       |
| 1972                                              | Brandenburg                 | Appointed                  | Heidi Weber            | Top 12                    |                    |       |
| 1971                                              | Bavaria                     | Appointed                  | Vera Kists             | No clasificó              |                    |       |
| 1970                                              | Bavaria                     | San Juan (Puerto Rico)     | Irene Neumann          | No clasificó              |                    |       |
| 1969                                              | Bavaria                     | Munich                     | Gesine Froese          | No clasificó              |                    |       |
| 1968                                              | Bavaria                     | Munich                     | Lilian Atterer         | No clasificó              |                    |       |
| 1967                                              | Schleswig-Holstein          | Berlin                     | Fee von Zitzewitz      | No clasificó              |                    |       |
| 1966                                              | Renania del Norte-Westfalia | Berlin                     | Marion Heinrich        | Top 15                    |                    |       |
| 1965                                              | Renania del Norte-Westfalia | Berlin                     | Ingrid Bethke          | No clasificó              | - Miss Simpatía    |       |
| 1964                                              | Berlin                      | Berlin                     | Martina Kettler        | No clasificó              |                    |       |
| 1963                                              | Bavaria                     | Travemünde                 | Helga Carla Ziesemer   | Top 15                    |                    |       |
| 1962                                              | Hesse                       | Travemünde                 | Gisela Karschuck       | No clasificó              |                    |       |
| 1961                                              | Baden-Württemberg           | Baden-Baden                | Marlene Schmidt        | Miss Universo 1961        |                    |       |
| 1960                                              | Renania-Palatinado          | Baden-Baden                | Ingrun Helgard Moeckel | Top 16                    |                    |       |
| 1959                                              | Berlin                      | Baden-Baden                | Carmela Künzel         | Top 16                    |                    |       |
| 1958                                              | Bavaria                     | Baden-Baden                | Marlies Behrens        | Top 16                    |                    |       |
| 1957                                              | Hamburg                     | Baden-Baden                | Gerti Daub             | Cuarta finalista          | - Miss Fotogénica  |       |
| 1956                                              | Berlin                      | Baden-Baden                | Marina Orschel         | Primera finalista         | - Miss Fotogénica  |       |
| 1955                                              | Renania del Norte-Westfalia | Baden-Baden                | Margit Nünke           | Tercera finalista         |                    |       |
| 1954                                              | Bremen                      | Baden-Baden                | Regina Ernst           | Tercera finalista         |                    |       |
| 1953                                              | Berlin                      | Wiesbaden                  | Christel Schaack       | Top 16                    |                    |       |
| 1952                                              | Renania-Palatinado          | Baden-Baden                | Renate Hoy             | Cuarta finalista          |                    |       |

## Títulos ganados por estados
| Estado                            | Títulos | Año(s)                                                                                   |
| --------------------------------- | ------- | ---------------------------------------------------------------------------------------- |
| Berlín                            | 15      | 1952, 1956, 1959, 1964, 1977, 1979, 1985, 1988, 2006, 2007, 2008, 2013, 2015, 2018, 2019 |
| Baviera                           | 12      | 1958, 1963, 1968, 1969, 1970, 1971, 1973, 1981, 1986, 1989, 2003, 2010                   |
| Renania del Norte-Westfalia       | 8       | 1955, 1965, 1966, 1984, 1987, 2005, 2016, 2021                                           |
| Sajonia                           | 5       | 1991, 1999, 2011, 2014 , 2022                                                            |
| Renania-Palatinado                | 4       | 1952, 1960, 1995, 1998                                                                   |
| Baden-Wurtemberg                  | 3       | 1961, 1994, 2023                                                                         |
| Sajonia-Anhalt                    | 3       | 1976, 2009, 2017                                                                         |
| Hamburgo                          | 3       | 1957, 1993, 2002                                                                         |
| Brandeburgo                       | 3       | 1972, 1978, 1996                                                                         |
| Turingia                          | 2       | 1992, 2001                                                                               |
| Schleswig-Holstein                | 2       | 1967, 1997                                                                               |
| Hesse                             | 2       | 1962, 1990                                                                               |
| Mecklemburgo-Pomerania Occidental | 2       | 1974, 1983                                                                               |
| Baja Sajonia                      | 2       | 1980, 1982                                                                               |
| Alemania Septentrional            | 1       | 2012                                                                                     |
| Alemania Meridional               | 1       | 2004                                                                                     |
| Alemania Occidental               | 1       | 2000                                                                                     |
| Sarre                             | 1       | 1975                                                                                     |
| Bremen                            | 1       | 1954                                                                                     |